# Mego (Griekenland)
Mego is een historisch merk van motorfietsen.
Mego S.A.
Dit eerste Griekse motormerk presenteerde zijn eerste model in 1983. Het was een 50cc-tweetakt met Sachs-blok.
Er werden in München ook motorfietsen onder de naam Mego geproduceerd door de firma Cockerell.